# Super3
El Super3 o Club Super3 és un univers infantil català creat a partir d'un programa emès per Televisió de Catalunya des del 1991. Està format per un canal de televisió, la revista Súpers!, la Festa dels Súpers i un club que té un milió i mig de socis.

## Història
Els pares del programa infantil van ser Joan Sibina i Anna Ribas que, el 1989, van començar a preparar el projecte, per emetre'l el 1990. El Club tenia com a finalitat principal incentivar els infants a sortir de casa, gaudir d'activitats de lleure i no quedar-se enganxats a casa veient la TV. A través del carnet del club s'ofereix la possibilitat als infants de dur a terme moltes activitats de franc. Anualment des del 1996 se celebra la festa dels súpers. Cal destacar també que el club sempre ha tingut una vocació de sensibilització social.

### Club Super3 (gener de 1991 - setembre de 2006)
El 7 de gener de 1991 un virus va interrompre l'emissió regular de TV3 (es tractava del Megazero), tot i així, aviat una mà amb guant i capa va fer-lo desaparèixer al crit de "Super3"! A partir d'aquell moment van començar a aparèixer gags visuals de curta durada amb missatges com: "Superquè? Super3!". No va ser fins L'11 de febrer de 1991, que va començar a promocionar-se com a Club, demanant als infants que enviessin dibuixos de la Suprema per ser membres del Club Super3. El Club Super3, era un programa contenidor de sèries infantils, que es caracteritzava per emetre esquetxos entre sèrie i sèrie. Aquests gags permetien que els nens i nenes interaccionessin i participessin en aquest "club". Paral·lelament a la creació del programa, també es van desenvolupar activitats fora de l'àmbit televisiu, per exemple, creant un carnet que els permetia gaudir d'avantatges.

#### Personatges principals
- Nets: va ser el primer personatge del programa. Va aconseguir vèncer les interferències a la programació per part del Megazero gràcies a l'ajuda de la Supermà. La seva primera emissió va ser des del mont McKinley, el cim més alt d'Amèrica del Nord. Era l'encarregada de llegir cartes dels Súpers, de fer carnets, de l'emissió de les sèries de dibuixos animats, d'organitzar concursos i, en general, de portar el Club en bon peu. La seva memòria privilegiada li permetia recordar les dades de tots els súpers. En una primera etapa, la Nets no parava per viatjar per indrets reals i ficticis per tal d'esquivar el Megazero, que la perseguia per intentar evitar que desenvolupes la seva tasca. En una primera etapa va estar interpretada per Victòria Pagès, a partir de meitats del 1992 el personatge el va assumir Irene Rodríguez-Belza. Aquest canvi es va produir quan la Nets va decidir anar a l'espai amb un coet espacial, Mper, a despistar al megazero, que la va portar fins a un planeta anomenat Morf. Allà hi havia un laberint ple de miralls, a l'interior del qual hi bufava un vent molt fort, que va transformar la Nets tot canviant-li l'aspecte. En aquell primer viatge també va adquirir la capacitat per transformar les coses. Aproximadament un any més tard, la Nets, guiada pel llibre dels enigmes, va tornar a Morf per tal de salvar el Petri, qui havia quedat adormit per culpa d'un encanteri d'en Megazero. El llibre indicà a la Nets que anés al centre del remolí del laberint dels miralls. Allà va rebre poders que van transformar-la en la Netsòlia. La Nets va mantenir-los fins que el Megazero l'hi va prendre quan va aconseguir fer-se amb el llibre d'Isis. En un intent d'acabar amb la Nets, en Mega va aconseguir desposair-la del vent de Morf. Va desaparèixer al setembre del 1999 quan queda atrapada a l'essència del Megazero. Allà, les dues neurones del Mega: Poca i Solta, l'obliguen a participar en un concurs anomenat "qui l'encerta surt". Cada cop que fallava una pregunta, s'anava fent més petita, fins que va acabar convertida en una bola de llum. Aquesta es va transferir, gràcies a la supermà, a la foto de la Bibiana que estava en un calendari del 1999 dins de la ment del Mega. Un cop s'hi va introduir la bola de llum, va cobrar vida i va poder-ne sortir.
- Netsòlia: va ser resultat del segon viatge que va fer la Nets, guiada pel llibre dels Emigmes, a Morf. Allà va rebre els poders necessaris per a poder salvar el Petri. Per poder transformar-se la Nets cridava <<Morfing!>> I girava sobre si mateixa a tota velocitat. Tenia els cabells blancs recollits amb un complement un pèl estrambòtic. Portava una línia d'ulls marcada com si es tractés d'unes ulleres, i sempre portava els llavis pintats d'un to lilós. El seu vestit, en la part superior, estava predominat pel color lila en la part superior i duia uns pantalons gris clars Portava sempre també uns patins de línia. Podia volar i transformar les coses, tot i així, no sempre controlava els seus poders de manera adequada i, això, li generava a vegades algun problema. Amb tots aquests atributs la Netsòlia era una bona oponent contra el Megazero i, aquest, quan va tenir la oportunitat, va prendre-li el vent de Morf amb els poders del llibre d'Isis i, d'aquesta manera, la Nets mai va poder transformar-se de nou. També estava interpretada per l'Irene Rodríguez-Belza.
- Noti-Press: anomenada Noti, va ser un altre dels personatges d'aquesta primera etapa. Anava vestida sempre de vermell amb ratlles negres, portava gorra i un pentinat i maquillatge que li conferien cert aspecte "dur". Era la reportera del club; intrèpida, vital i curiosa, sobretot en tot allò que feia referència als orígens del Megazero. Aquesta curiositat sovint li va portar problemes, ja que en Mega no volia que ningú fiqués el nas en els seus assumptes. Interpretada per Montse Puga, la Noti tenia la capacitat de generar imatges al seu cos o a la roba. Durant una estada al món del muaré, va perdre la imatge pero en Petri i la Nets van aconseguir retornar-li. Posteriorment la Noti va tornar amb un canvi d'aspecte després de perdres uns dies en les autopistes de la informació. Amb aquest canvi va adquirir la central de dades; una versió digitalitzada i ultramoderna del seu banc d'imatges. La feia servir pels seus reportatges i respondre preguntes al instant. El Tomàtic també hi tenia accés a partir del moment en què va ser digitalitzat. A partir d'aquest moment, va començar a canviar de roba; sempre amb peces de color vermell i negre i, ocasionalment, portant algun element del seu vestit original. El seu pentinat i maquillatge també es van tornar més suaus. A principis de 2000 (gener) la Noti va deixar d'aparèixer (sense cap motiu) al Club Súper 3 quan va acabar una trama dedicada a l'Egipte i les mòmies. En la seva darrera etapa al club va tenir un xicot anomenat Mika.
- Petritxol: anomenat comunament Petri, era un altre dels personatges d'aquesta etapa. S'encarregava de portar carnets als protagonistes dels dibuixos animats, d'entregar els regals dels concursos i de portar les cartes dels súpers a la Nets i, posteriorment, a la Bibiana. També s'encarregava de transmetre els faxos amb el Petrifax que tenia a l'abdomen. El Petri tenia amb el petrifax un vincle molt important, aquest era com un personatge més; solia intervenir i dir-hi la seva en moltes situacions a través dels seus faxos. També s'encarregava de portar carnets als protagonistes dels dibuixos animats i d'entregar els regals dels concursos.Portava casc, ulleres de sol que no es treia sota cap concepte, una ratlla vermella i una negra pintades a cada galta i una granota groga i negra amb muscleres blanques i el número del codi postal de Sant Joan Despí al pit (30050 08080) en color blanc amb contorn negre (al principi era de color negre amb contorn blanc). Pràcticament fins al final, va lluir unes botes negres amb cordons blancs però va acabar substituint-les per unes altres de color negre amb una ratlla gruixuda de color groc al centre i cordons també grocs. Durant els primers anys portava un monopatí que lluïa el logotip del Club. Posava el prefix petri- a molts mots i tenia moltes frases que sempre deixava anar en moments precisos, com per exemple: Petriestupend!, Petrillons! Aquest costum tenia com a finalitat que els nens recuperessin l'ús de certes paraules catalanes que havien caigut en el desús. També s'encarregava de portar les cartes dels Súpers a la Nets i, més tard, a la Bibiana. Va ser interpretat per Ramon Peris-March. El Petri va desaparèixer l'octubre de 2001 segrestat pel Megazero després d'una lluita fratricida amb l'ajuda dels Petriclons. Durant la festa dels súpers d'aquell any, els nens i nenes van haver de dibuixar petriclons, la fusió del petri i els petriclons va donar lloc a en "PetriKrust". El nom de Petritxol era un homenatge al carrer amb el mateix nom ubicat a la ciutat de Barcelona.
- Bibiana: interpretada per Bibiana Guzman. Va sortir d'un calendari que estava a la ment del megazero quan la Nets, en forma de llum, va introduir-se dins la seva imatge i va cobrar vida gràcies a la supermà. Com que, com a imatge del calendari, tenia sempre el dit polze de la ma dreta aixecat, va mantenir aquest tic en els seus inicis. Quan va esdevenir membre del club va passar a dur a terme les funcions de la Nets, i, tot i no ser ella, conservava tots els seus records. Tot i que hi havia una continuïtat amb el personatge de la Nets, la Bibiana assumia més un rol de presentadora conjuntament amb el Jordi. És per això que ambdós no van rebre noms ficticis sinó que utilitzaven els seus propis. Va romandre al club fins a l'estiu del 2004, moment en què la Bibiana va quedar atrapada, per culpa del Megazero i la Ruïnosa, en un concurs de televisió anomenat Ni gat ni gos. Finalment, quan van poder sortir-ne conjuntament amb la Kès (hostessa del programa) a través d'un mirall, van quedar fusionades en el cos de la Kès, però conservant la memòria de la Bibiana.
- Jordi: va aparèixer el mateix dia que la Bibiana (setembre/octubre del 99). Conduïa el programa juntament amb la Bibiana: llegint cartes, presentant els concursos que es realitzaven i, a més a més, s'encarregava de presentar reportatges (tal com feia la NotiPress) i de la difusió de la web i el món de la xarxa (tal com va acabar fent el Lémak). interpretat per Jordi Padrosa, va mantenir-se al club fins a finals de 2000, poc després de la Festa dels Súpers d'aquell any, quan va sortir disparat amb un coet espacial pel Megazero i va perdre la connexió amb la Bibiana quan les ones d'emissió ja no arribaven a la terra. En aquest punt es donà a entendre que entre els dos hi havia atracció. Com a tret físic característic del personatge destacava la pereta que lluïa pràcticament sempre. La Bibiana, comentava sobretot al principi, quan tenia els cabells molt curts, que tenia certa retirada al Pep Guardiola.
- Petrikrust/Krust: Al novembre del 2001 el Petri va ser substituït per un nou personatge. Com a resultat de la fusió entre el que quedava d'en Petri i els petriclons va donar lloc al PetriKrust. Semblant al Petri però amb un aspecte més modern i, a diferència d'aquest, va canviar en tres ocasions de vestit on cada cop hi predominava més el color groc. A diferència del Petri no vestia una granota; portava un vestit compost de diversos elements sempre de colors negre i groc. També portava un casc d'estil diferent al del petri i de color negre amb detalls grocs. Seguia lluint ulleres de sol però d'un estil més modern i va mantindre les dues ratlles vermelles pintades sota d'aquestes. Parlava utilitzant sinònims i, al principi, seguia utilitzant el prefix "petri", però aviat va perdre la costum i, de la mateixa manera, el seu nom va simplificar-se a Krust. Posteriorment, i de manera molt esporàdica, utilitzava paraules amb el prefix "krusti-" com: Krustillons, Krustilleres, krustillamps, etc. Va perdre el Petrifax, que va ser substituït pel Krustimàtic, d'on li sortien tota mena d'objectes. A més a més, disposava d'una arma: la Krustiola. El seu objectiu principal era fer front a les malifetes que perpetraven el Megazero i la Ruïnosa. Va ser interpretat pel Victor Àlvaro.
- Lèmak: va aparèixer de cop i volta a la web del club l'Octubre del 2001, el mateix dia (curiòsament) que en PetriKrust. Llegia els e-mails i correus dels súpers, s'encarregava de la gestió de la web i de la zona privada, a més a més, feia la funció de reporter. Tenia frases característiques com: "Repixels","per tots els bits", " per tots els mòdems", etc. Va estar fins al final del Club, quan va desaparèixer per culpa de la màquina capgiradora. Va ser interpretat per Víctor Àlvaro. Va ser l'únic actor que ha interpretà dos personatges principals humans al club a la vegada, això feia complicat que la Bibiana, en Petrikrust i en Lèmak poguèssin aparèixer conjuntament en els gags. Tot i que només en Petri, en Petrikrust i la Noti, portaven sempre els mateixos colors a la vestimenta (groc i vermell), sovint quan apareixien els personatges de manera conjunta adaptaven la vestimenta perquè fossin representats els tres colors del logotip del Super 3 (groc, vermell i blau). Així doncs, en algunes ocasions, la Nets i la Bibiana anaven vestides amb peces de roba on predominava el blau i, en Jordi i en Lèmak, lluïen el vermell.
- Krust: a finals del primer trimestre del 2003 en "PetriKrust" va ser enredat per la Ruïnosa i se'l va endur a la sala d'operacions de la seva clínica de bellesa. Un cop allà, el va adormir i li va prendre la krustiola. La Ruïnosa el volia operar, posar-li un nas de porc... A mitja operació en Krust va poder fugir un pèl canviat. Va començar una lluita per recuperar la krustiola que havia quedat en mans de la Ruïnosa. En totes les trobades entre ell i la Ruïnosa, ella el volia liquidar. No obstant això, la Krustiola no podia matar-lo i simplement li canviava l'aspecte i personalitat; Krust malhumorat, sepastre... En últim moment, la Ruïnosa va capturar el Krust amb el seu exèrcit de clons "les ruïnosetes", i va haver de ser alliberat pel rei de bastós, tot donant-li la imatge definitiva. Un cop va assolir aquesta forma, i encara sense la Krustiola, va idear un pla per recuperar-la: aquest consistia a seduir a la Ruïnosa amb la Basturiola (La Krustiola del Rei de Bastos). El pla d'en Krust va resultar un èxit i va poder recuperar la krustiola. S'encarregava de protegir el Club de la Ruïnosa i el Megazero. En Krust definitiu va abandonar el groc característic del Petri i del Petrikrust pel vermell. A més a més, va substituir el casc per un "cabell" que per la seva forma i estil recordava al del Son Goku. Va perdre també les ratlles pintades a la galta i el Krustimàtic. No obstant, va recuperar l'ús d'una granota com a vestit i incorporà un petit panell LED al pit on hi apareixien algunes paraules rellevants. També portava ulleres de sol que sota cap concepte es treia. Recuperant (parcialment) l'estil d'en Petri, utilitzava paraules i expressions KRUStilludes com: Krustiola, Kruketes, Krusants, lògica krunològica. Krustilleres, etcètera. A més a més, va establir un vincle més fort amb la Krustiola i sovint parlava amb ella. Igual que el Petrikrust podia volar i utilitzava la Krustiola per mantenir a ratlla el Megazero i la Ruïnosa. Inexplicablement tenia una obsessió inaudita amb els "krusants" i mai perdia l'oportunitat de menjar-ne. Li agradava entrar en quadres i pintures de totes les èpoques, visitar i entregar-lis carnets de súpers als dibuixos animats, fer "Superquè", etc. Va ser interpretat per Joan Dausà.
- Kès: La Kès originalment era una hostesa del concurs "ni gat ni gos". Posteriorment, al poder-ne sortir conjuntament amb la Bibiana per un mirall màgic, van quedar fusionades amb el seu cos però amb tots els rècords de la Bibiana. Així doncs, va assumir el rol de la Bibiana tot i que actuava més com a personatge que com a presentadora. S'encarregava de llegir cartes dels súpers, de les superrutes, etc. Li agradaven molt els llibres i sempre n'estava rodejada. A més a més, tenia els consells d'en Grimori, un llibre màgic, que va fer aparèixer la Supermà, poc després de la seva arribada al Club Super3. Va ser interpretada per Agnès Busquets.

Altres personatges:
A part dels protagonistes humans, va haver-hi altres personatges que van aparèixer al llarg de la història del Club: 
- Supermà: o també coneguda com Super3, era una mà amb un guant blau i capa vermella amb el poder de vèncer el Megazero. Durant algun temps, per culpa del Megazero, va perdre la seva força i gràcies, de nou, a la col·laboració dels súpers va recuperar tota la seva vitalitat.El Tomàtic a l'exposició del 25è aniversari del Súper 3 al Palau Robert de Barcelona el març de 2016.

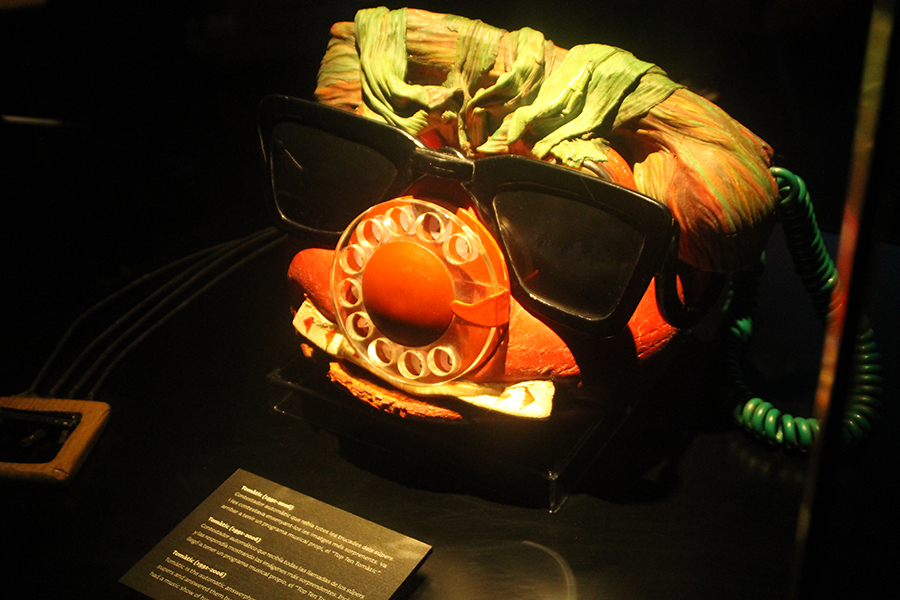
El Tomàtic a l'exposició del 25è aniversari del Súper 3 al Palau Robert de Barcelona el març de 2016.

- Tomàtic: era una barreja de telèfon i tomàquet amb ulleres de sol que parlava i que tenia un contestador on els súpers li demanaven vídeos. Als inicis es mostrava com un autòmat amb plató propi i posteriorment es va mostrar com a animació. Com que de les diverses peticions cada cop era més freqüent que els Súpers demanessin videoclips musicals, cap als inicis dels anys 2000 el Tomàtic va passar a tenir programa propi, el Top Ten Tomàtic, on feia de discjòquei, i s'emetien videoclips i entrevistes musicals, es proposaven concursos als súpers i també hi havia gags entre espai i espai, protagonitzats pel mateix Tomàtic juntament amb el Cosí, el seu cosí. El Tomàtic tenia un caràcter totalment extravertit i esbojarrat que durant la primera etapa era acompanyat per la Verona, un altre telèfon que era l'antítesi del tomàquet vermell: seria, estirada... I de la qual ell n'estava enamorat. Fins i tot li va dedicar un tema al seu disc "Transtomàtic Express" (1997) anomenat "Oh! Verona".
- En Top, en Buf i el Flaix: eren tres minúscules criatures que sempre apareixien juntes: en Top era l'assenyat, de color blau i portava ulleres, en Flaix era l'accelerat, de color vermell i duia una visera sense gorra, i en Buf era el gandul, de color groc i sempre duia auriculars i tenia ganes de dormir. Sempre que trobaven els Megatxis (una mena de còpies petites del Megazero) els aixafaven amb masses. Les veus dels personatges eren interpretades pels primers actors que feien de Petri, Néts i Noti.
- Petriombreta: Durant una quinzena dedicada a la llum, la ombra del Petri va prendre vida pròpia. Era una versió infantil del Petri, s'enfadava fàcilment quan les coses no li sortien bé, era trapella, juganera,... i parlava amb un to de veu especialment agut. Com a tret característic sovint deia "Petrizííííí". Com en Petri també estava interpretada per Ramon Peris-March. En algun moment entre el 2000/01 va deixar d'aparèixer sense cap motiu.
- La Lluenta: una llúdriga ecologista que donava consells mediambientals i explicava curiositats sobre animals i plantes. Al no poder parlar, s'expressava amb l'ús de cartells.
- SuperÊ: La SuperÈ era una estrella que, a finals del 2001, es va presentar, de cop i volta, a la Bibiana. Sempre estava disposada a resoldre qualsevol dubte científic que podessin menester els súpers. El desembre del 2001, amb la imatge d'aquest personatge i l'edició per part de "L'Enciclopèdia Catalana", es va crear la superenciclopèdia,[4] una completa enciclopèdia dirigida al públic juvenil.

Antagonistes
- Megazero: un virus informàtic que crea interferències constants a les emissions del club. El seu nom complet era MEGAHIPERGRANINFRAZEROCOMAZERO ÀLIES ZERO. Entre les seves fites més destacables va haver-hi la creació de la Meganets amb la intenció d'instaurar el club MegaZero, el segrest de la SuperMà i el segrest d'en Petri. El Megazero, en el seu afany de destruir el Super3, va enviar un parell de súbdits: el Nano i la Ruïnosa Gratandós (Anna Casas).

- Nano: Després del segrest de la Supermà per part del Megazero i que el Petri, la Noti i la Nets s'embranquessin en un llarg procés per recuperar-ne la forma, el so, etc. El Mega envià el Nano per crear el Club Mega Zero. El sequaç va posar els 3 protagonistes a la presó amb la intenció d'enfonsar el Club. Al final però, va quedar enamorat de la Nets i els va alliberar del captiveri.
- Ruïnosa: La Ruïnosa va ser presentada inicialment com a parella del Megazero, no obstant aviat se'n va deslligar. Així doncs, tot i que tenien el mateix objectiu, actuaven per separat. Vanitosa, narcisista, creguda... Tots aquests eren els adjectius que definien el personatge. La popularitat d'aquest personatge va ser tal que va estar en actiu entre el 1997 fins al final del Club. La gran motivació de la Ruïnosa era esborrar el "club de coloraines" i substituir-lo per Teleruïnosa. El seu canal tenia espais mítics com en Ruïdirecte, un informatiu ruïnós, concursos... L'any 2001 va fer el seu únic disc: Ruïnosa Gratand'on Gratand'off que va cantar en directe a la festa dels súpers d'aquell any. Entre les seves accions més malvades es pot destacar: el segrest d'en PetriKrust, a qui volia operar a la seva clínica de bellesa i a qui li va robar la Krustiola i la creació de la màquina capgiradora amb la intenció de substituir el Club Super3 pel club ruïnós. Tenia un gran repertori de frases denigrants cap als personatges del club: 
  - A la Nets: periquita, piula cartes...
  - Al Petri: platanet amb cremallera, rovellet d'ou...
  - A la Noti: pebrot escalivat, camionet de bombers, síndria boteruda...
  - A la Bibiana: aprenent de piulacartes, cap de carbassa, bleda panotxa, rotllets de primavera (conjuntament amb el Jordi), cap de pastanaga.
  - Al Jordi: pereta, masclet mal afeitat, etc.
  - Al PetriKrust: troç de krusto,truita de quatre ous, platan volador, etc.
  - Al Lèmak: reiet de pixelàndia, xatarrò internàutic, internauta de tercera, internauta de pa sucat amb oli, etc.
  - Al Krust: eriçó escalivat, Krustunet engominat, etc.
  - A la Kès: piulacartes, etc.

### La Família del Super3 (setembre de 2006 - juny de 2021)
L'11 de setembre de 2006 la màquina capgiradora de la Ruïnosa atrapa el Club Super3 i tots els seus personatges en un forat del temps i els fa retrocedir 15 anys en el temps. L'última imatge de l'"antic" Club Super3 és la Supermà sobrevolant la pantalla i deixant la imatge en negre.
El 12 de setembre de 2006, el Club Super3 pateix grans canvis en el seu disseny, personatges, logotip, sèries i pàgina web. A partir d'aquest moment, els personatges són una família, la família del Super3, uns dibuixos animats transformats en personatges reals que van decidir fugir de l'últim capítol de les seves sèries i provar sort en el nostre món. Els caldrà adaptar-se a les convencions humanes i les particularitats del món, i una de les coses que fan és gestionar i promocionar el Club Super3. Els personatges de la família del Super3 han vingut al nostre món equipats amb un objecte màgic, associat a diferents temàtiques.
La família estava formada al principi per l'Àlex (Berta Errando), la inventora, provinent de la sèrie Els cibernètics; en Pau (Joan Valentí), l'aventurer, provinent de Jungles misterioses; en Roc (Ferran Vilajosana), el cantant, provinent d'Els cibernètics; la Lila (Ester Vázquez), la fotògrafa, provinent de Jungles misterioses; en Fluski (Albert Ausellé), provinent d'una sèrie que no es va arribar a estrenar mai, i el Bonsai (Jordi Díaz), un bonsai que en Pau es va endur de "Jungles Misterioses". Entre els nous personatges, però, també s'hi han d'incloure tres personatges que visiten la família esporàdicament: l'Anna (Anna Castillo), cantant dels SP3, l'Ovidi (Jordi Ormad), fill dels veïns que passa moltes hores amb la família, i la Tru (Anna Moliner), que prové del món dels dibuixos animats com la família i té aspecte de porqueta. Finalment, la família té dos potencials enemics: el Senyor Pla (Domènec de Guzmán Ciscar), que és el propietari de la casa de la família i farà el possible per fer-los fora; i en Rick (David Marcé), el submís ajudant del Senyor Pla.
El setembre de 2013, durant el viatge de la família a la Lluna, en Roc troba un ou que resulta ser d'en Biri-biri (Eva Martí), un extraterrestre blau d'aspecte de nadó que visita la família tot sovint. Tanmateix, després de vuit anys dels mateixos personatges a la família, en Roc va deixar la sèrie al maig de 2014, per a ser substituït un mes després per Desmond (Víctor Bea), el xicot fantasma de la Lila que va deixar de ser un fantasma per a esdevenir de carn i ossos. Dos anys després, la Lila i en Desmond marxen a viure a un castell encantat i abandonen la sèrie el juny de 2016, deixant pas a la Nenúfar (Norma Pujol) i la Matoll (Laia Pardo), dues elfes que regala la Lila a en Pau abans de marxar. Al setembre del mateix any entra en escena el 6Q (Marc Vilajuana), un robot de cuina creat per l'Àlex. El desembre de 2017 va aparèixer al sofà del Super3 el Dan, el germà del Fluski i pel que es veu, té moltes ganes de quedar-se.
El 19 de juny de 2021, en un programa especial emès de forma simultània per TV3 i el Super3, la Família del Super 3 es desperta, amb vestits esparracats, en un espai blanc infinit amb diverses caixes. Estan desorientats i no saben ben bé on es troben, tot i que sembla que tenen un "dejà vú". Però mica en mica van obrint les caixes i van descobrint i redescobrint vells i bells records del seu pas per la casa dels súpers amb músiques seves de fons. Finalment s'adonen que estan en la memòria i record d'algun o tots els Súpers que han compartit amb ells tota una vida. Es aquí on la Família dels Súpers, Senyor Pla i Ric inclosos, s'acomiada del tot deixant la vida real per quedar-se en l'imaginari dels Súpers.

### SX3 (octubre de 2022 - actualitat)
El 9 de juny de 2021, tot just vint-i-quatre hores després d'anunciar el final de La família del Super3, la Corporació Catalana de Mitjans Audiovisuals va publicar la convocatòria de projectes audiovisuals per a la nova etapa del Club. Segons les directrius de la convocatòria, la història d'aquest tercer univers havia de girar al voltant d’uns joves amics superherois i el seu dia a dia, marcat per les conseqüències quotidianes de la gestió dels seus superpoders. La convocatòria va ser oberta per a projectes de producció multicanal, amb un format de sitcom i rodatges exteriors, fins al 2 de juliol de 2021, abans que la CCMA seleccionés la proposta definitiva, a tot tardar, el 10 de setembre de 2021. La posada en marxa d'aquesta nova etapa, de forma orientativa, estava programada per al gener de 2022, depenent de la durada dels processos burocràtics, dissenys i rodatges. Tanmateix, el projecte va quedar en suspensió, a causa del canvi de direcció de la CCMA i perquè també hi havia altres projectes sobre la taula per substituir la Família del Super3 en forma de sitcom també. Aquest projecte va acabar esdevenint el Projecte Beta, de la mà de Gestmusic, si bé es compaginarà altres programes que també comptaran amb la interacció constant amb l'espectador. No es tracta d'un sol programa conductor com va succeir en les etapes anteriors.
El nou SX3 es va estrenar el 10 d'octubre de 2022. Els continguts s'han pensat des del consum digital d’origen i s'han dividit en dues franges d'edat. El SX3 vol tornar a ser motor de la indústria de l’animació en català i, alhora, convertir-se de nou en un referent en anime japonès, amb l'emissió de sèries com Guardians de la nit, Inazuma Eleven o Haikyu!!. Donarà visibilitat als generadors de contingut en català ja existents i incrementarà la col·laboració amb creadors de l’àmbit cultural infantil.

## Univers

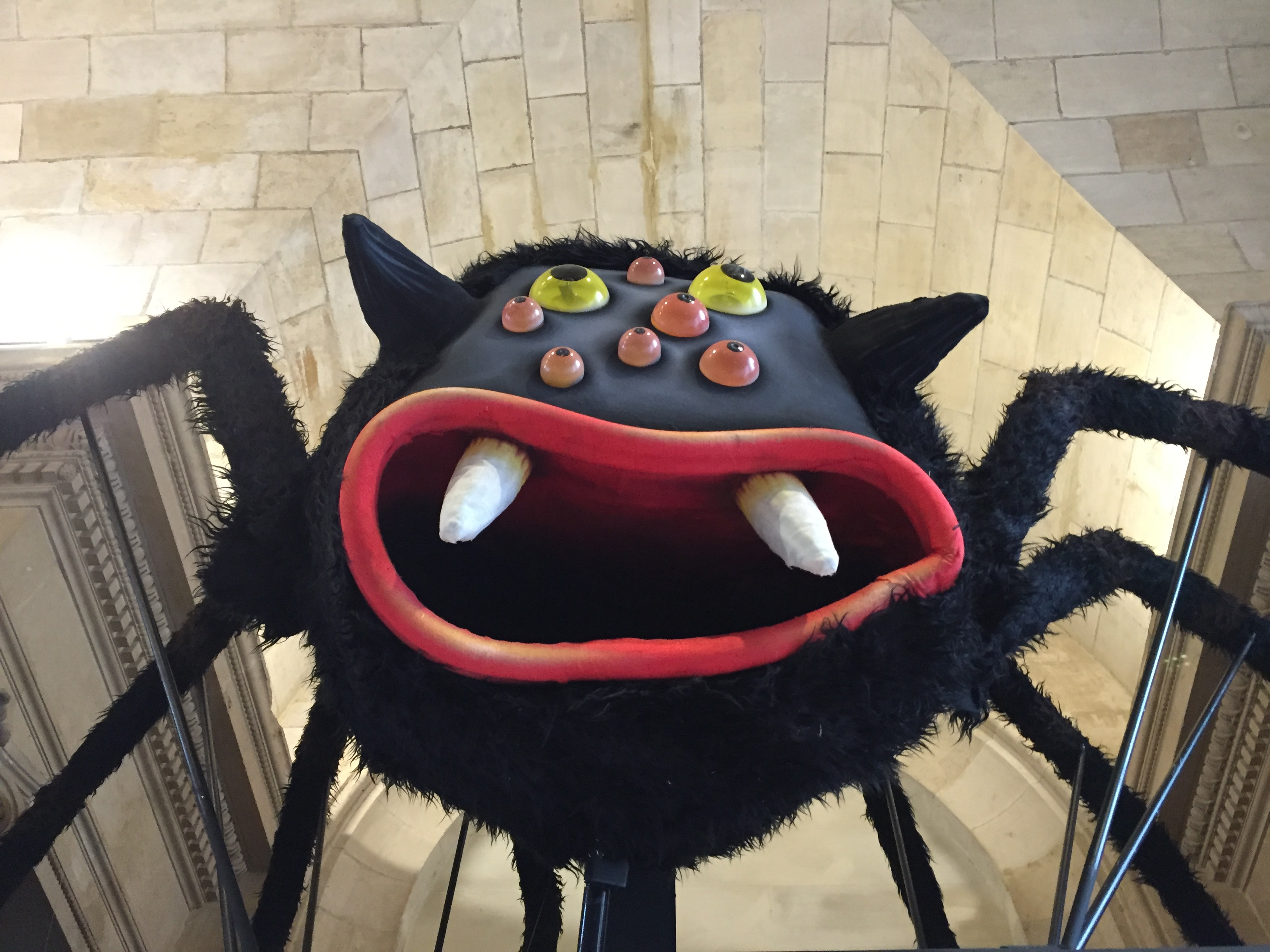
Exposició el 2016 al Palau Robert.

### Els carnets de súper
El Club Super3 disposa, des dels seus inicis com a programa, d'un carnet gratuït pels nens entre 0 i 15 anys. Els nens que el posseeixen s'anomenen súpers, i el carnet els permet realitzar tot tipus d'activitats lúdiques, culturals i esportives gratuïtament o bé amb una rebaixa.
A partir de la nova etapa del club (2006) es van crear dos carnets, amb nova forma i colors respecte a l'anterior, un per a la franja de 0 a 8 anys (el "Carnet Super3") i un altre (el "Carnet Super3+") destinat als nens de 8 a 15 anys, que inclou totes les activitats del carnet anterior i d'altres exclusives per als més grans. El 5 de gener de 2007 el Club va arribar a la xifra d'un milió de súpers donats d'alta des del febrer de 1991, tot i que molts d'ells ja no són actius perquè tenen més de 15 anys.
Amb l'arribada del SX3, els carnets de súper van patir canvis. Com que el nou canal estava separat per dues franges d'edat (l'S3 i l'X3), també es van crear dos carnets diferenciats per a cada franja. Tots dos carnets donarien accés a totes les activitats a efectes pràctics, però les recomanacions i propostes variarien segons el carnet. Una altra novetat és que els carnets també per primer cop es van poder dur als dispositius mòbils en format virtual.

### La Festa dels Súpers
Des de 1996, i amb l'única excepció de 2006 (que no es va realitzar a causa del canvi que hi va haver), se celebra un cop a l'any la Festa dels Súpers, que té molt d'èxit en totes les seves edicions. Dura un cap de setmana i es realitzen tota mena d'activitats, jocs, concursos i concerts pels súpers a l'Estadi Olímpic Montjuïc (Barcelona). Cada festa compta amb un espectacle realitzat per la Família del Super3.
La darrera festa va tenir lloc el 2019, amb l'espectacle On Tour, que es va fer itinerant per diferents ciutats catalanes.

### Canal Super3
L'octubre del 2009 es va crear el Canal Super3, en substitució del K3. Es tracta d'un canal de televisió per al públic infantil, que pertany a Televisió de Catalunya. Està basat en el programa infantil original, que continua actiu amb el nom de La família i emet gags entre sèrie i sèrie.

### Súpers!
L'agost de 1996 va sortir la primera revista del programa Club Super3, que va acabar el desembre de 2008 i s'anomenava La Revista dels Súpers. Del 2010 fins al 2018, el Canal Super3 va disposar de revista pròpia, anomenada Súpers!. Aquesta revista partia dels valors lúdics i pedagògics del Canal Super3 per acostar als nens i les nenes la natura, la ciència i la cultura, mitjançant els personatges de la família del Super3.

### Música
El Club Super3 ha tret a la venda diferents cassets i, posteriorment, discos amb la música que sonava al programa. Durant els primers anys, els cantants d'aquests discs eren els personatges del Club i un grup de súpers, el Cor del Club Super3 o cor Coral·lí, que actualment segueix en funcionament però totalment deslligat de la televisió. Es caracteritzaven per interpretar músiques de pròpia creació però també tradicionals, populars del país i d'arreu del món.
- Clubifaximàtic (1992)
- Clubitresicentimil (1994)
- Va Superfiu (1995)
- Clubisupersom (1996)
- Apasupersom-Hi (1998)
- Apasuperballa! (1999)
- SuperClubiDibudà (2001)
- Superclubitresifiu (2003)

Altres discos relacionats amb el Club Super 3 són: 
- Súper Èxits (Rap del Súper 3) (1997)
- Transtomàtic Express (1997)
- Transtomàtic 2 (1998)
- Transtomàtic 3 (1999)
- Transtomàtic 4 (2000)
- Ruïnosa Gratand'on Gratand'off (2001)
- A Les 3 Per Molts Anys (2001)
- Superxiula! (2004)

Discos nadalencs: 
- Supernadales (1997)
- Superestrelles de Nadal (2000)
- Supernadales 2 (2002)

Discos de la Festa dels Súpers:
- El Disc de la Festa dels Súpers (1998)
- El disc de la Festa dels Súpers (Estadi Olimpic 1999) (1999)
- El Disc de la Festa dels Súpers: Estadi Olímpic 2000 (2000)

Amb el canvi de format el 2006 el cor va ser eliminat, i uns anys després es van crear el SP3, un grup de joves que interpreten les cançons del club.
- Benvinguts al Club (2006): Primer disc tret a la venda de la nova etapa que afrontava el Club. S'hi podia trobar un CD amb dotze cançons diferents, galeries de fotos i fons d'escriptori, i un DVD amb alguns videoclips, gags emesos per TV, i dues cançons en format Karaoke.[17]
- Anem a veure món (2009): El segon disc de la nova etapa, titulat Anem a veure món, el qual es pot adquirir en diversos packs: El primer: CD, el segon: DVD + Catifa, el tercer: CD + DVD + Catifa i el quart: CD + MP3 Super3 + Catifa.
- Uh! Oh! No tinc por! (2011): El tercer disc que arriba a la venda pel motiu de la 15a Festa dels Súpers de l'any 2011. I el videoclip de la cançó que dona nom al disc: Uh! Oh! No tinc por! interpretada principalment per la Lila. Aquest disc ha venut més de 25.000 còpies.[18]
- Connectem (2013): El RocPod del lloc web del canal va ser el primer a anunciar un disc del qual la cançó principal (de les 13) és Connectem, interpretada per la Pati Pla, gràcies a l'Àlex que vol viatjar a la Lluna, a la venda des del 5 d'octubre de 2013.
- Arkandú (2015): Llançat per a coincidir amb la 19a Festa dels súpers, inclou tretze noves cançons i està a la venda des del 15 d'octubre de 2015.
- Tenim el poder (2017): Es va publicar amb motiu de la 21a Festa dels Súpers la qual tenia com a tema central la cançó que dona el títol al disc. Conté deu cançons i està a la venda des del 7 d'octubre de 2017.

El 22 de novembre de 2013, es va anunciar el Super3: el Musical, que es va poder veure al Teatre Victòria de Barcelona a partir del 14 de desembre, i fins al 25 de maig de 2014, organitzat per Televisió de Catalunya i produït per Dagoll Dagom. El Sr Pla ha segrestat la Mildred -l'aranya de la Lila- i la té tancada en un castell embruixat, perquè ara els membres de la família del Super3 l'han de salvar. Des del 28 de desembre de 2014 està disponible en alguns cinemes Cinesa. També està en format DVD des del març de 2015 i s'ha pogut veure pel canal.
L'any 2016, l'aplicació mòbil del Club Super3 guanyà el premi Zapping en la categoria de millor iniciativa a internet o app.
Amb l'arribada del nou SX3, es van presentar els Beta, un grup d'amics que tenen un grup de música.
- Creu-me! (cançó, 2022)

## Sèries emeses al Club Super3
A
- A la manera d'en Waldo
- Anatole
- Animalades
- Aprenentes de bruixa
- Asha
- Avatar: l'últim mestre de l'aire
- Azuki
- Àlix
- Angela Anaconda

B
- BabyRiki
- Baluba Runa
- Bandoler
- Barba-rossa
- Barbamec, el pirata sense barba
- Bill Body: l'esbojarrat món dels esports
- Billy
- Billy, el gat
- Blinky Bill
- Bola de drac
- Bob Morrane
- Bob, el manetes
- Bumba

C
- Calamity Jane
- Candy
- Capelito
- Capità Fracasse
- Carrer del zoo, 64
- Caçadors de dracs
- Celestí
- Ciutat Satèl·lit
- Clamp, club de detectius
- Cliff Hanger
- Clyde
- Codi: Lyoko
- Combat Xaolin
- Comptem amb la Paula
- Conan
- Coneixem el català
- Contes animats d'arreu del món
- Contes d'Anderssen
- Contes de com va ser
- Contes del guardià de la cripta
- Contes fantàstics polonesos
- Contes per anar a dormir
- Corrector Yui
- Cyrano 2022

D
- Dani i el pelut
- Daniel el trapella
- Deixa-ho per Mi-Mi
- Delfy
- Denver, l'últim dinosaure
- Dinotren
- Doc eureka
- Domo
- Dora l'exploradora
- Doraemon, el gat còsmic
- Dr. Slump

E
- Ei, Arnold!
- El camí cap a l'Índia: les llegendes del rei Mico[23]
- El club dels caçamonstres
- El cocodril Camil
- El gat d'en Frankenstein
- El genet del sabre i els xèrifs galàctics
- El gos espavilat i els petaners
- El malefici
- El món d'en Beakman
- El món d'en Tosh
- El noi de Malàsia
- El noi llop
- El peix irisat
- El petit Elvis i els arreplegats
- El petit vampir
- El petit ós
- El professor Iris
- El príncep de l'Atlàntida
- Els babaloos
- Els Barrufets
- Els bassalets
- Els Bobobobs
- Els capsigranys
- Els Cargolímpics
- Els contes contants: anglès amb
- Els Daltons
- Els esquetxos dels Picapedra
- Els Fruittis
- Els Gaudins
- Els guardians de les ensenyances
- Els Herluf
- Els Hoobs
- Els mixets
- Els Picapedra
- Els Plonsters
- Els quatre fantàstics
- Els selvàtics
- Els Smoggies
- Els somnis de la Jana
- Els Teletubbies
- En Danny i el pare[24]
- En Fix i en Foxi
- En George i la Martha
- En Kassai i en Leuk
- En Matt i els monstres[25]
- En Nick i en Perry
- En Para i l'Endreça
- En Pat i en Mat
- En Pip Tres Pomes
- En Thomas i els seus amics[26]
- Erky i Perky
- Espies de veritat
- Expedient Zack

F
- Falalà
- Fantomcat
- Fantomette
- Feliços per sempre: contes per tots els nens
- Fem números
- Ferros a les dents
- Fish & Chips
- Fuet
- Futbol galàctic

G
- Garfield i els seus amics
- Gat i gos
- George Esquitx
- GhostForce
- Godzilla, la sèrie
- Grans contes infantils

H
- Harley Spiny
- Hattori, el ninja
- Hippo, el petit hipopòtam
- Història de Catalunya
- Històries estrambòtiques

J
- Ja arriba en Noddy
- Jacob Dos-Dos[27]
- Juanito Jones

K
- Karate Kid
- Keroro
- Kiteretsu, el cosí més llest d'en Nobita
- Kiwi
- Koki
- Kong
- Kukurota

L
- L'abella Maia
- L'aneguet lleig i jo
- L'as del Llampec
- L'Ava, en Riko i en Teo
- L'elefant Pum
- L'Hotel Zombi
- L'Hugo i l'Egon
- L'illa de la Lili
- L'inspector Gadget
- L'inspector Mouse
- L'orquestra de l'òscar
- L'ídol Nagisa: com m'agrada tot això
- L'ós i en Jamal
- L'ós de la gran casa blava
- La brigada dels fossers
- La bruixa Avorrida
- La família del Super3
- La màgica Do-Re-Mi
- La màscara
- La mòmia cangur
- La noia de l'oceà
- La Noèlia i en Noè a l'arca que va o ve
- La pantera rosa
- La patrulla dels somnis
- La sèrie d'aventura d'Enid Blyton
- La vaca Connie
- La Ventafocs
- La vida moderna d'en Rocko
- La vida secreta de la Sabrina
- Lacets
- Leo, el guardabosc
- Les aventures d'en Massagran
- Les aventures d'en Max i la Molly
- Les aventures d'en Noddy
- Les aventures d'en Rocky i en Bunwinkle
- Les aventures de Dodó
- Les aventures de l'Emily i l'Alexander
- Les aventures de la ruqueta Dawdle
- Les aventures de Tintín
- Les aventures del llibre de les virtuts
- Les aventures del Pare Noel
- Les aventures d'en Rocky i en Bullwinkle[28]
- Les aventures marines del comandant Cousteau
- Les bananes en pijama
- Les bessones a St. Clare's
- Les caçaguineus
- Les coses de casa
- Les fabuloses aventures de Moka!
- Les fabuloses Tortugues Ninja
- Les joguines oblidades
- Les llegendes de l'illa del tresor
- Les tres bessones
- Les tres bessones bebés
- Llops, bruixes i gegants
- Lucky Luke

M
- Maison Ikkoku
- Manduka
- Manduka Family
- Marsupilami
- Martin Mystery
- Masha i l'os
- Megaman el ciberguerrer
- Mona la vampira
- Món Maker
- Monster
- Monstres de veritat
- Montana
- Musculman

N
- Nono Chan
- Numberblocks

O
- Oddbods
- One Piece

P
- Pat, el gos
- Patates i dracs
- Pingu
- Pirata i Capitano
- Piu el pardal[29]
- Pocket Dragons[30]
- Poochini[31]
- Popeye el mariner
- Princesa Xahrazad
- Prodigiosa: les aventures de Ladybug i el Gat Noir
- Projecte Beta

R
- Ranma ½
- Rantaro
- Reboot
- Rekkit, el conill màgic
- Remi
- Revolutionary Girl Utena
- Robin Hood, el trapella de Sherwood
- Rocket Power[32]
- Rovelló[33]
- Rupert i Sam

S
- Sailor Moon
- Sagwa, la gata siamesa[34]
- Sakura, la caçadora de cartes
- SamSam
- Scooby Doo
- Shin Chan
- Slam Dunk
- Space Goofs
- Spirou i Fantàstic[25]
- Sylvan

T
- Tabaluga[35]
- Teo[36]
- Time Jam: Valerian and Laureline[37]
- Titó
- Tom i Jerry
- Tots els gossos van al cel[38]

U
- Una mà de contes
- Un drama total d'illa

V
- Vampirs, pirates i àliens

W
- Wickie el viking
- Woowzy Baboom

X
- X-Men
- X-DuckX[39]
- Xavier Enigma i el museu secret

Y
- Yakari

Z
- Zip Zip[40]
- Zoobabu
- Zoom, el dofí blanc

## Logotips
Entre el 1991 i el 2009, el programa va tenir dos logotips diferents. A partir del 2009, el logotip correspon tant al club com al canal.
|                                                      |                                      | Canal Super3                        | Logotip del SX3 fet servir en fons de color blanc o transparent. |
| Logotip del SX3 fet servir en fons de colors foscos. |                                      | Canal Super3                        |                                                                  |
| Febrer del 1991 a setembre del 2006                  | Setembre del 2006 a octubre del 2009 | Octubre del 2009 a octubre del 2022 | Des de l'octubre del 2022                                        |
| ---------------------------------------------------- | ------------------------------------ | ----------------------------------- | ---------------------------------------------------------------- |